# さざなみCD
『さざなみCD』（さざなみシーディー）は、日本のロックバンド・スピッツの通算12作目のオリジナルアルバム。2007年10月10日にユニバーサルミュージックより発売。レーベルはユニバーサルJ。初回盤のみスリップ・ケース仕様。

## 概要
- 前作『スーベニア』から2年9か月振りとなるオリジナルアルバム。
- 『スーベニア』の全13曲のレコーディング期間は約3ヶ月間と集中的だったのに対し、本作では1年以上前から4回に分けてレコーディングされた。
- 収録シングル「魔法のコトバ」「ルキンフォー」「群青」のジャケットイラストを手がけた福田利之が、本作でもイラストを担当した[1]。カバーモデルは早川みどり[2]。
- エンジニアは前作に引き続き高山徹だが、「僕のギター」「魔法のコトバ」の2曲と「群青」のミキシングは牧野英司が担当した。マスタリングはスティーヴン・マーカソン。
- 当初、アルバム名は『夕焼け』の予定だったが、「夕焼け」という曲は33rdシングル「群青」のカップリングに収まり、アルバムに収録されないこととなった。しかし、アルバム名は大和言葉にしたかったため、収録曲の「漣」から『さざなみ』へ、それだけだとインパクトが弱かったため、CDをつけて『さざなみCD』となった[3]。
- 前作から引き続き、オリコンアルバムチャート1位を獲得。オリジナルアルバムとしては、『三日月ロック』以降3作連続の1位獲得となる。

## 収録曲
| 全作詞・作曲: 草野正宗、全編曲: スピッツ & 亀田誠治。 |                                       |          |            |      |
| #                                                     | タイトル                              | 作詞     | 作曲・編曲 | 時間 |
| 1.                                                    | 「僕のギター」                        | 草野正宗 | 草野正宗   | 3:19 |
| 2.                                                    | 「桃」                                | 草野正宗 | 草野正宗   | 3:56 |
| 3.                                                    | 「群青」                              | 草野正宗 | 草野正宗   | 4:21 |
| 4.                                                    | 「Na・de・Na・de ボーイ」             | 草野正宗 | 草野正宗   | 4:02 |
| 5.                                                    | 「ルキンフォー」                      | 草野正宗 | 草野正宗   | 4:33 |
| 6.                                                    | 「不思議」                            | 草野正宗 | 草野正宗   | 4:49 |
| 7.                                                    | 「点と点」                            | 草野正宗 | 草野正宗   | 3:09 |
| 8.                                                    | 「P」                                 | 草野正宗 | 草野正宗   | 4:19 |
| 9.                                                    | 「魔法のコトバ」(Strings：金原千恵子) | 草野正宗 | 草野正宗   | 4:03 |
| 10.                                                   | 「トビウオ」                          | 草野正宗 | 草野正宗   | 3:37 |
| 11.                                                   | 「ネズミの進化」                      | 草野正宗 | 草野正宗   | 3:47 |
| 12.                                                   | 「漣」(Strings：金原千恵子)           | 草野正宗 | 草野正宗   | 4:47 |
| 13.                                                   | 「砂漠の花」                          | 草野正宗 | 草野正宗   | 3:37 |
| 合計時間:                                             | 合計時間:                             | 52:19    |            |      |

### 楽曲解説
1. 僕のギター
草野曰く、「雨の中のストリートシンガーのイメージの曲」。
2. 桃
3. 群青
33rdシングル。アルバムの中では初期に録音されたもの。バッキングボーカルにスキマスイッチの大橋卓弥と女性シンガーソングライターの植村花菜が参加している。MLJ「アーティスト公式サウンド」CMソング
4. Na・de・Na・de ボーイ
韻を意識した早口でリズミカルなAメロが特徴。歌詞中に韓国語の「アラッソ」（「OK！」「わかったよ」という意味で、日常会話でよく用いられる口語）が使用されている。
「さわって・変わって」の天神駅同様、「明大前」という固有名詞が入る。
5. ルキンフォー
32ndシングル。
6. 不思議
ディスコ調の曲。田村曰く、「こういう曲をレコーディングできるようになったのは最近になってから」とのこと。
2013年に石田祐康監督の短編アニメーション映画『陽なたのアオシグレ』の主題歌に起用された。
7. 点と点
同年2月から4月にかけて行なわれたファンクラブ会員限定ツアー「GO!GO! スカンジナビア vol.4」ですでに披露されていた曲。仮タイトルは「薄化粧」。
8. P
こちらも「GO!GO! スカンジナビア vol.4」で披露されていた曲。ローズ・ピアノによる演奏が基調となっている。
9. 魔法のコトバ
31stシングル。映画『ハチミツとクローバー』の主題歌として書き下ろされた。
10. トビウオ
歌詞中に「波照間から稚内へ」と、固有名詞が使われている。
11. ネズミの進化
「GO!GO! スカンジナビア vol.4」で披露されていた曲。
12. 漣
タイトルチューン。草野曰く、「昔からアイディアとしてあったものが、形になった」。仮タイトルは「鳥以外」。
13. 砂漠の花

## アナログ盤『さざなみLP』
- 「シャララ」「ラクガキ王国」「夕焼け」（シングル「魔法のコトバ」「ルキンフォー」「群青」それぞれのカップリング曲）の3曲を追加収録した2枚組アナログ盤『さざなみLP』が同年12月26日にリリースされた。
- 羽海野チカ（『ハチミツとクローバー』の作者）による書き下ろしイラストを封入。

A Side
1. 砂漠の花
2. 不思議
3. 点と点
4. P

B Side
1. ラクガキ王国
2. 魔法のコトバ
3. トビウオ
4. 漣

C Side
1. 桃
2. 夕焼け
3. 群青
4. シャララ

D Side
1. 僕のギター
2. ネズミの進化
3. Na・de・Na・deボーイ
4. ルキンフォー

## 演奏
- 草野マサムネ：Vocals, Guitars
- 三輪テツヤ：Guitars
- 田村明浩：Bass Guitar
- 﨑山龍男：Drums, Percussion

桃
- 中山信彦：Synthesizer

群青
- 植村花菜, 大橋卓弥 (スキマスイッチ)：Backing Vocal
- 亀田誠治:Glockenspiel

不思議
- 皆川真人：Synthesizer

点と点
- クジヒロコ：Vox Jaguar（英語版）, Synthesizer
- 亀田誠治：Programming

P
- 皆川真人:Rhodes

魔法のコトバ
- 金原千恵子グループ：Strings
- 亀田誠治：Programming

ネズミの進化
- 川瀬正人：Percussion
- 皆川真人:Organ

漣
- 金原千恵子グループ:Strings
- 亀田誠治：Programming

砂漠の花
- 斎藤有太：Acoustic Piano